# FFH-Gebiet Kudensee
Das FFH-Gebiet Kudensee ist ein NATURA 2000-Schutzgebiet in Schleswig-Holstein im Kreis Dithmarschen in den Gemeinden Kuden und Averlak. Es liegt in der Landschaft Dithmarscher Marsch (Landschafts-ID 68401), die vom Bundesamt für Naturschutz (BfN) als Landschaft mit geringerer naturschutzfachlicher Bedeutung bewertet wird. Diese ist wiederum Teil der Naturräumlichen Großregion 2. Ordnung Schleswig-Holsteinische Marschen und Nordseeinseln.
Das FFH-Gebiet Kudensee hat eine Fläche von 104 Hektar. Die größte Ausdehnung liegt in Nordwestrichtung und beträgt 1,48 Kilometer. Der höchste Bereich des FFH-Gebietes liegt mit 0 Meter über Normalhöhennull (NHN) an der Südspitze in einem Niedermoor. Der niedrigste Bereich ist der mittlere Wasserspiegel des Kudensees mit 1,67 Meter unter Normalnull (NN).
Das FFH-Gebiet liegt vollständig im Zentrum des Naturschutzgebietes (NSG) Kudensee und Umgebung. Die Nordgrenze bilden zunächst die Verbandsgewässer 0201 und 0301 des Sielverbandes Burg-Kudensee nördlich eines 1,83 Hektar großen künstlich angelegten Teiches nördlich des Kudensees. Kurz vor der Mündung des Verbandsgewässers 0301 in den Kudensee zweigt von diesem Richtung Osten ein Fließgewässer ab, das kein Verbandsgewässer ist. Dieses bildet die Nordgrenze des FFH-Gebietes bis zur Mündung in den Bütteler Kanal / Burger Au. Nachdem der Bütteler Kanal / Burger Au den Kudensee durchflossen hat, verlasst er im Süden des FFH-Gebietes diesen wieder und bildet dort gleichzeitig die Südostgrenze des FFH-Gebietes bis zur Mündung der Friedrichshöfer Au in den Bütteler Kanal / Burger Au. Von dort aus bildet die Friedrichshöfer Au bis zum Abzweig eines Nichtverbandsgewässers die Südgrenze des FFH-Gebietes. In Verlängerung dieses Gewässers verläuft die FFH-Gebietsgrenze entlang eines Niedermoores, bis sie auf das Verbandsgewässer 0106 trifft, das in älteren Karten Commissions-Graben genannt wird. Von hier aus bildet dieses bis zum Abzweig des Verbandsgewässers 0108 die Südwestgrenze des FFH-Gebietes. Von dort verläuft die nordöstliche FFH-Gebietsgrenze bis zur Friedrichshöfer Au und weiter entlang eines Nichtverbandsgewässers, bis es wieder an der Nordwestspitze auf das Verbandsgewässer 0201 trifft. Das FFH-Gebiet besteht fast zur Hälfte aus der FFH-Lebensraumklasse „Feuchtes und mesophiles Grünland“ gefolgt von einem Viertel „Moore, Sümpfe, Uferbewuchs“. Der Rest besteht aus „Binnengewässer (stehend und fließend)“ und „Laubwald“, siehe Diagramm 1.

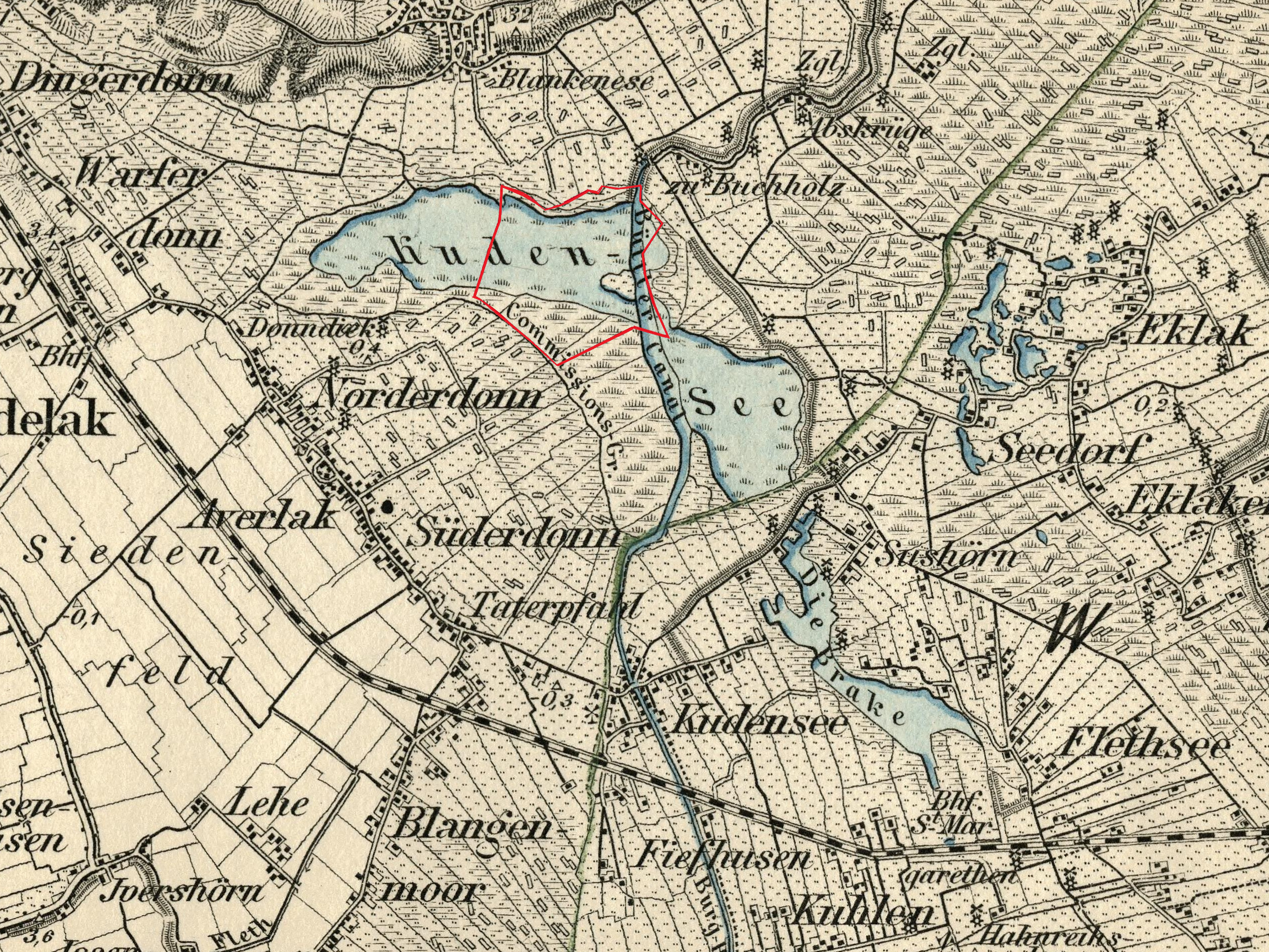
Bild 1: Kudensee um 1893, rot umrandet das heutige FFH-Gebiet

Der Kudensee ist einer der letzten natürlichen Marschseen in Schleswig-Holstein. Im Laufe der letzten zweihundert Jahre wurde seine Fläche durch die Entwässerung der Marsch zur Landgewinnung und durch die Aufschwemmung der Niederung mit dem Bau des südlich des Kudensees gelegenen Nord-Ostsee-Kanals stark verringert, siehe Bild 1.

## FFH-Gebietsgeschichte und Naturschutzumgebung
Der NATURA 2000-Standard-Datenbogen (SDB) für dieses FFH-Gebiet wurde im Mai 2004 vom Landesamt für Landwirtschaft, Umwelt und ländliche Räume (LLUR) des Landes Schleswig-Holstein erstellt, im September 2004 als Gebiet von gemeinschaftlicher Bedeutung (GGB) vorgeschlagen, im November 2007 von der EU als GGB bestätigt und im Januar 2010 national nach § 32 Absatz 2 bis 4 BNatSchG in Verbindung mit § 23 LNatSchG als besonderes Erhaltungsgebiet (BEG) bestätigt. Der SDB wurde zuletzt im Mai 2017 aktualisiert. Der Managementplan für das FFH-Gebiet wurde im Februar 2011 veröffentlicht.
Das FFH-Gebiet Kudensee befindet sich vollständig im am 25. November 1990 in seiner heutigen Größe festgelegtem NSG Kudensee und Umgebung. Dieses ist wiederum deckungsgleich mit dem im Dezember 1999 gegründetem EU-Vogelschutzgebiet NSG Kudensee. Das FFH-Gebiet befindet sich im Schwerpunktbereich 194 des landesweiten Biotopverbundsystems.
Mit der Gebietsbetreuung des NSG Kudensee und Umgebung nach § 20 LNatSchG wurde der Landesjagdverband Schleswig-Holstein e.V. gemeinsam mit dem Landessportfischerverband S.H. durch das LLUR beauftragt.
Am Rande des FFH-Gebietes führt von Süden kommend ein Wirtschaftsweg von Averlak nach Kuden. Dort sind Infotafeln des landesweiten Besucher-Informationssystems (BIS) aufgestellt. An zwei Stellen sind Aussichtsplattformen aufgestellt, von denen man einen Blick in das FFH-Gebiet werfen kann.

## FFH-Erhaltungsgegenstand
Laut Standard-Datenbogen vom Mai 2017 ist als einziger FFH-Lebensraumtyp (LRT) nach Anhang I der EU-Richtlinie für das FFH-Gebiet als FFH-Erhaltungsgegenstand mit der entsprechenden Beurteilung zum Erhaltungszustand der Umweltbehörde der Europäischen Union der LRT 3150 Natürliche und naturnahe nährstoffreiche Stillgewässer mit Laichkraut oder Froschbiss-Gesellschaften (Gesamtbeurteilung B) gemeldet worden, siehe Diagramm 2. Diese Angabe steht allerdings im Gegensatz zu den Angaben in Diagramm 1, wonach die FFH-Lebensraumklasse Binnengewässer nur 17 Prozent der Gebietsfläche belegt.
Die Nachkartierung der FFH-Lebensraum- und Biotoptypen im FFH-Gebiet im Jahre 2016 weicht deutlich von den vorherigen Angaben ab, siehe Diagramm 3. Danach besteht gut die Hälfte der Fläche des FFH-Gebietes aus gesetzlich geschützten Biotopen nach der Biotopverordnung und gut vier Zehntel aus den beiden FFH-Lebensraumtypen 3150 Natürliche und naturnahe nährstoffreiche Stillgewässer mit Laichkraut oder Froschbiss-Gesellschaften und 3260 Fließgewässer mit flutender Wasservegetation. Nur knapp fünf Prozent der Fläche hat keinen besonderen Schutzstatus zugesprochen bekommen.
Als einzige Art gemäß Artikel 4 der Richtlinie 2009/147/EG und Anhang II der Richtlinie 92/43/EWG wurde im SDB die Art 1149 Steinbeißer (Gesamtbeurteilung C) aufgenommen.

## FFH-Erhaltungsziele
Aus den oben aufgeführten FFH-Erhaltungsgegenständen werden als FFH-Erhaltungsziele von besonderer Bedeutung die Erhaltung folgender Lebensraumtypen und Arten im FFH-Gebiet vom Ministerium für Energiewende, Landwirtschaft, Umwelt und ländliche Räume des Landes Schleswig-Holstein erklärt:
- 3150 Natürliche und naturnahe nährstoffreiche Stillgewässer mit Laichkraut oder Froschbiss-Gesellschaften

Der zweite FFH-Erhaltungsgegenstand, die Art 1149 Steinbeißer wurde nicht zum FFH-Erhaltungsziel erklärt.

## FFH-Analyse und Bewertung
Das Kapitel FFH-Analyse und Bewertung im Managementplan beschäftigt sich unter anderem mit den aktuellen Gegebenheiten des FFH-Gebietes und den Hindernissen bei der Erhaltung und Weiterentwicklung der FFH-Lebensraumtypen und Arten. Die Ergebnisse fließen in den FFH-Maßnahmenkatalog ein.
Dem einzigen FFH-Erhaltungsgegenstand im FFH-Gebiet, der im aktuellen SDB aufgeführt wurde, der LRT 3150 Natürliche und naturnahe nährstoffreiche Stillgewässer mit Laichkraut oder Froschbiss-Gesellschaften, wurde eine gute (B) Gesamtbewertung zuerkannt.
Das FFH-Gebiet, das den Kudensee umgibt, wird nicht mehr landwirtschaftlich genutzt. Das gesamte FFH-Gebiet befindet sich im Eigentum der Stiftung Naturschutz Schleswig-Holstein.
Der Kudensee und der nördlich gelegene namenlose kleinere Teich nehmen eine Wasserfläche von 41,64 Hektar ein. Damit fallen sie nicht unter die europäische Wasserrahmenrichtlinie für Seen, die eine Mindestoberfläche von 50 Hektar voraussetzen.
Das FFH-Gebiet wird von zwei Oberflächenwasserkörpern durchflossen, die der europäischen Wasserrahmenrichtlinie unterliegen.
Das Fließgewässer Friedrichshöfer Au gehört zum Wasserkörper DERW_DESH_NOK_13 der Flussgebietseinheit Elbe gemäß der europäischen Wasserrahmenrichtlinie (EG-WRRL). Er ist dem Wasserkörpertyp Sandgeprägter Tieflandbach (LAWA-Typcode: 16) zugeordnet. Die Gesamtbewertung im Digitalem Struktur-Verzeichnis (DSV) des Landes Schleswig-Holstein wird für den Oberlauf der Friedrichshöfer Au oberhalb von Friedrichshof mit „unbefriedigend“, im weiteren Verlauf bis zur Mündung in den Büttler Kanal / Burger Au als „mäßig“ beurteilt. Im Wasserkörpersteckbrief zum 3. Bewirtschaftungsplan WRRL wird der ökologische Zustand mit „mäßig“ und der chemische Zustand mit „nicht gut“ eingestuft. Berücksichtigt man den überhöhten Nitratgehalt nicht, läge die Beurteilung des chemischen Zustandes bei „gut“. Die Landesregierung hat sich zum Ziel gesetzt, für beide Parameter nach dem Jahre 2027 einen guten Zustand zu erreichen.
Das Fließgewässer Burger Au, das den Kudensee durchströmt, gehört zum Wasserkörper DERW_DESH_NOK_12_B der Flussgebietseinheit Elbe gemäß der europäischen Wasserrahmenrichtlinie (EG-WRRL). Er ist dem Wasserkörpertyp Kleine Niederungsfließgewässer in Fluss- und Stromtälern (LAWA-Typcode: 19) zugeordnet. Die Gesamtbewertung im Digitalem Struktur-Verzeichnis (DSV) des Landes Schleswig-Holstein wird für die Burger Au als „mäßig“ beurteilt. Im Wasserkörpersteckbrief zum 3. Bewirtschaftungsplan WRRL wird der ökologische Zustand mit „mäßig“ und der chemische Zustand mit „nicht gut“ eingestuft. Berücksichtigt man den überhöhten Nitratgehalt nicht, läge die Beurteilung des chemischen Zustandes bei „gut“. Die Landesregierung hat sich zum Ziel gesetzt, für beide Parameter nach dem Jahre 2027 einen guten Zustand zu erreichen.
Sowohl bei der FFH-Richtlinie als auch bei der EG-WRRL ist für eine gute Bewertung die Durchgängigkeit des Fließgewässers für Fische von der Quelle bis zur Mündung und umgekehrt eine unbedingte Voraussetzung. Für die Burger Au und alle ihrer Zuflüsse ist dies nicht gegeben. Da die Mündung unterhalb des Meeresspiegels liegt, muss sie über ein Pumpwerk am Nordufer des Nord-Ostsee-Kanals künstlich in diesen entwässert werden.

## FFH-Maßnahmenkatalog

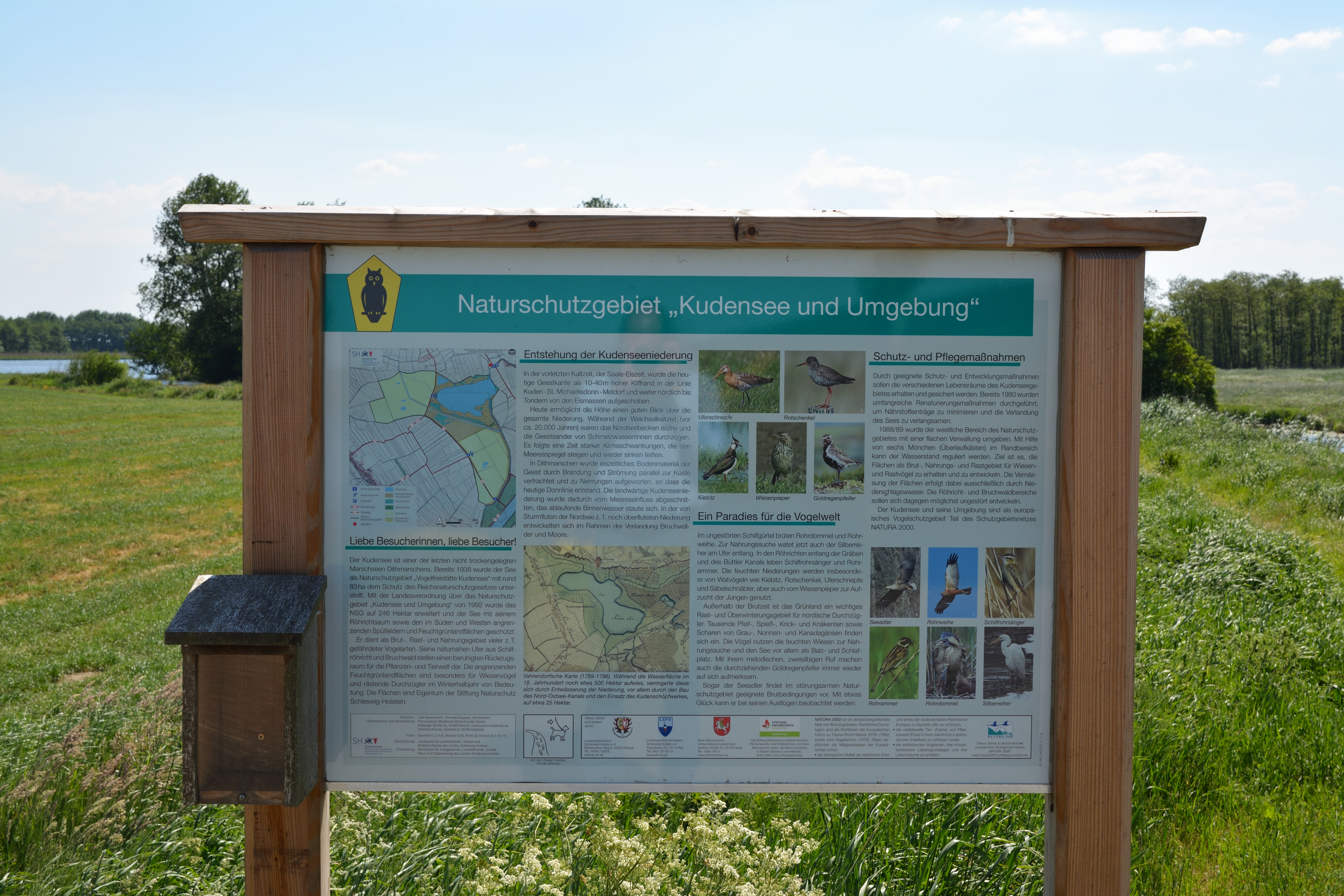
BIS-Tafel am Nordzugang zum FFH-Gebiet

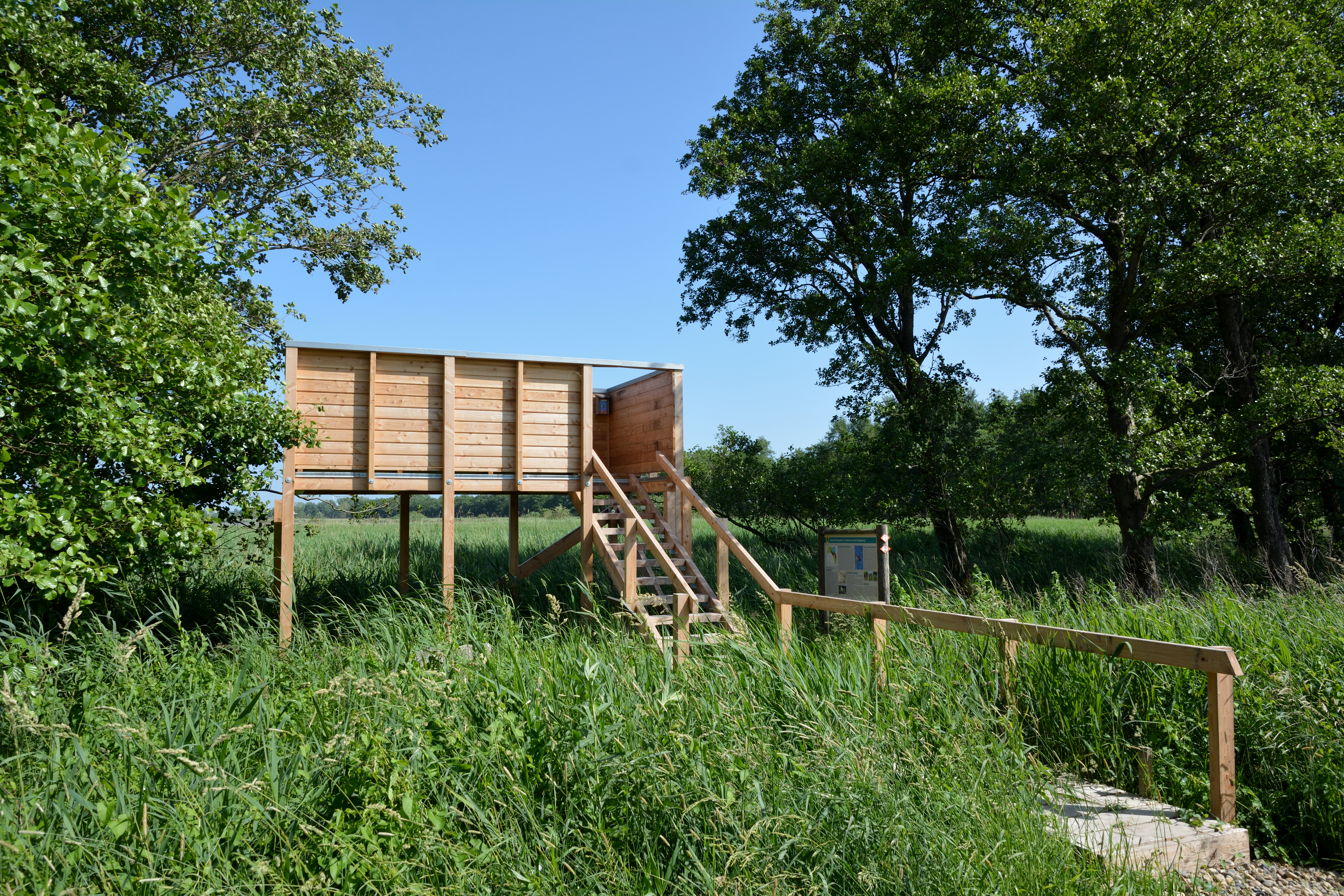
Aussichtsplattform am Westrand des FFH-Gebietes

Der FFH-Maßnahmenkatalog im Managementplan führt neben den bereits durchgeführten Maßnahmen geplante Maßnahmen zur Erhaltung und Entwicklung der FFH-Lebensraumtypen im FFH-Gebiet an. Die Maßnahmen sind in einer Maßnahmenkarte eingetragen und in einem Maßnahmenblatt zur Projektverfolgung festgehalten. Die Maßnahmen sind mit allen Beteiligten abgestimmt.
In den achtziger Jahren des zwanzigsten Jahrhunderts wurden im damals noch nicht ausgewiesenen FFH-Gebiet umfangreiche wasserbauliche Maßnahmen durchgeführt, um der Verlandung des Kudensees entgegenzuwirken. Neben der Entschlammung des Sees wurde der Lauf der Friedrichshöfer Au, die direkt in den Krudensee mündete, südlich um den See herumgeführt und mündet seitdem direkt in das Verbandsgewässer Büttler Kanal / Burger Au. An der Westgrenze gibt es noch eine direkte Verbindung in den Kudensee. Nördlich des Kudensees wurde ein Teich für ein Biotop ausgebaggert, der mit dem Altarm der Friedrichshöfer Au verbunden ist.
Das FFH-Gebiet wird nicht mehr landwirtschaftlich genutzt und dient unter anderem als Brutgebiet für Rohrdommel und Rohrweihe sowie als Winterquartier und Rastgebiet für Wasservögel.
Am Wanderweg, der die Westgrenze des FFH-Gebietes markiert, befindet sich eine BIS-Tafel des landesweiten Besucher-Informationssystems (BIS) und eine Aussichtsplattform für Besucher. Das LLUR hat für das NSG Kudensee und Umgebung im Juli 2017 ein BIS-Faltblatt veröffentlicht, das an den Spendern der BIS-Tafeln ausgelegt ist und im Internet dem Besucher zur Verfügung steht.

## FFH-Erfolgskontrolle und Monitoring der Maßnahmen
Eine FFH-Erfolgskontrolle und Monitoring der Maßnahmen findet in Schleswig-Holstein alle 6 Jahre statt. Die Ergebnisse des letzten Monitorings wurden noch nicht veröffentlicht (Stand August 2022).